# Oreláník barvířský

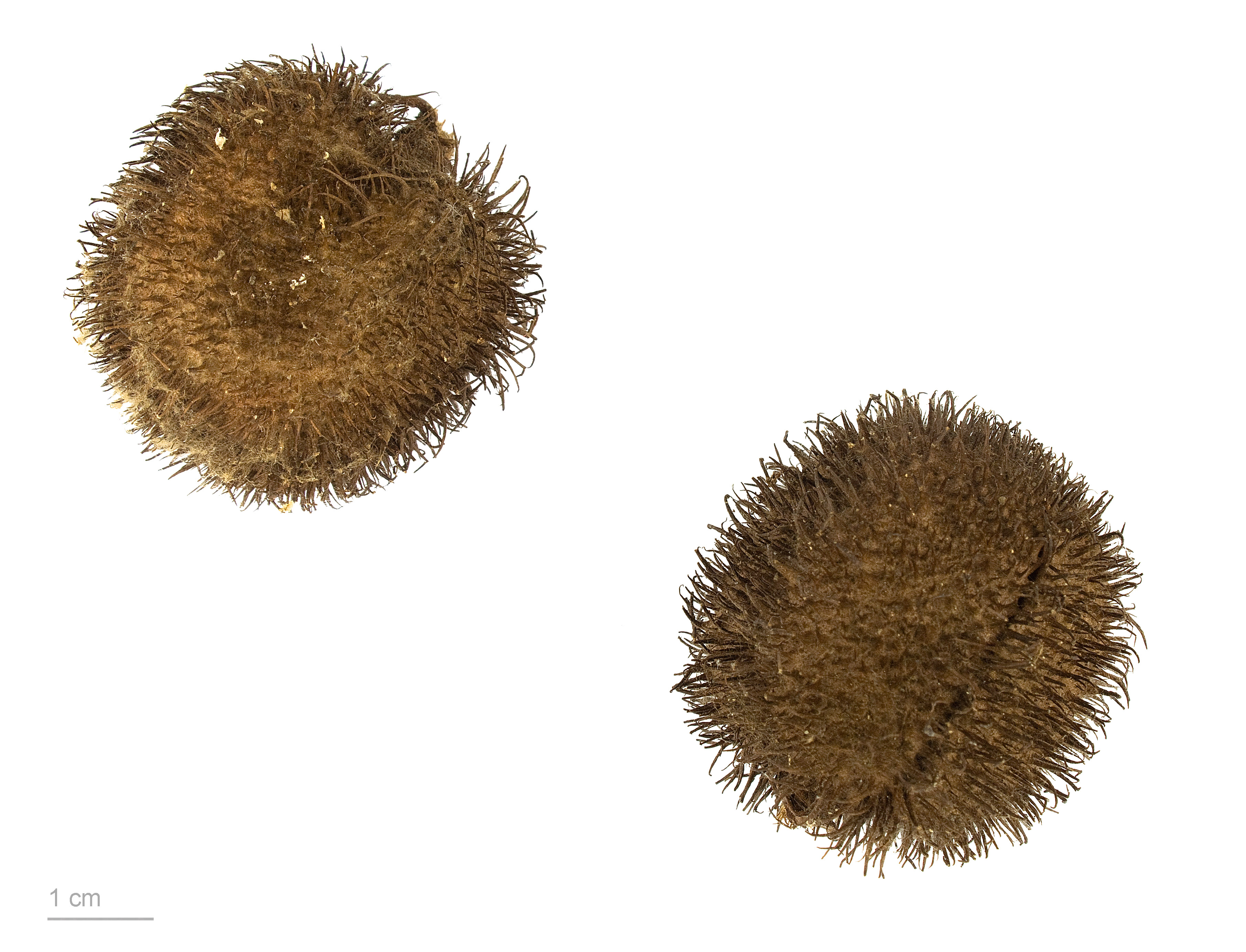
Suché tobolky oreláníku barvířského

Oreláník barvířský (Bixa orellana) je keř pocházející z tropických oblastí Ameriky. Dnes navíc roste i v Jihovýchodní Asii, kam jej přivezli Španělé v 17. století. Hlavní pěstitelé jsou dnes Bolívie, Brazílie, Kolumbie, Ekvádor, Indie, Jamajka, Mexiko, Peru a Dominikánská republika.

## Podoba
Dorůstá výšky šest až deset metrů, květy jsou bílé až růžové a plody jsou červené s červenými semeny uvnitř.

## Využití
Oreláník barvířský je významný zejména tím, že jeho semena jsou zdrojem potravinářského barviva bixinu, jímž se barví zejména sýry, jako je čedar.
Barvivo používají již po tisíciletí jihoameričtí indiáni při barvení těla a některé kmeny, jaké jsou Tsáčilové v Ekvádoru, si jím barví i vlasy. Aztékové z něj vyráběli i inkoust a Inkové jím barvili tkaniny z lamí vlny.
Stal se rovněž součástí alternativní medicíny.